# Anisarthrus pelseneeri
Anisarthrus pelseneeri là một loài chân đều trong họ Bopyridae. Loài này được Giard miêu tả khoa học năm 1907.